# بيتر والترز (لاعب كرة قدم)
بيتر والترز (بالإنجليزية: Peter Walters)‏ هو لاعب كرة قدم بريطاني في مركز حراسة المرمى، ولد في 8 يونيو 1952 في ويكهام ‏ في المملكة المتحدة. لعب مع دارلينجتون إف سى ونادي سكاربورو ونادي كوربي تاون ونادي كيترينغ تاون وهال سيتي.